# Ruta Nacional 52
Die Ruta Nacional 52 führt von der Ruta Nacional 9 bei Purmamarca zur Grenze zwischen Chile und Argentinien am Paso de Jama.

## Verbindung
Die vollständig asphaltierte Straße stellt die Hauptverbindung zwischen den Pazifikhäfen Antofagasta und Iquique und dem Nordwesten Argentiniens dar, bis San Pedro de Atacama setzt sie sich auf chilenischer Seite über 127 Kilometer als Ruta 27 (Chile) fort. Die Pazifikhäfen sind über das gut ausgebaute Netz chilenischer Nationalstraßen erreichbar.

## Verlauf
Die 243 Kilometer lange Straße verläuft weitestgehend durch die Provinz Jujuy, nur westlich der Salinas Grandes wird über etwa 35 Kilometer des Departamento La Poma in der Provinz Salta durchquert. Auch in der Provinz Jujuy werden nur drei Departments durchquert:
1. Departamento Tumbaya (mit den Ortschaften Purmamarca, La Cienaga und Puerta de Lipan)
2. Departamento Cochinoca (der etwa 8 Kilometer lange Abschnitt führt durch menschenleeres Gebiet)
3. Departamento Susques (mit dem Hauptort Susques)

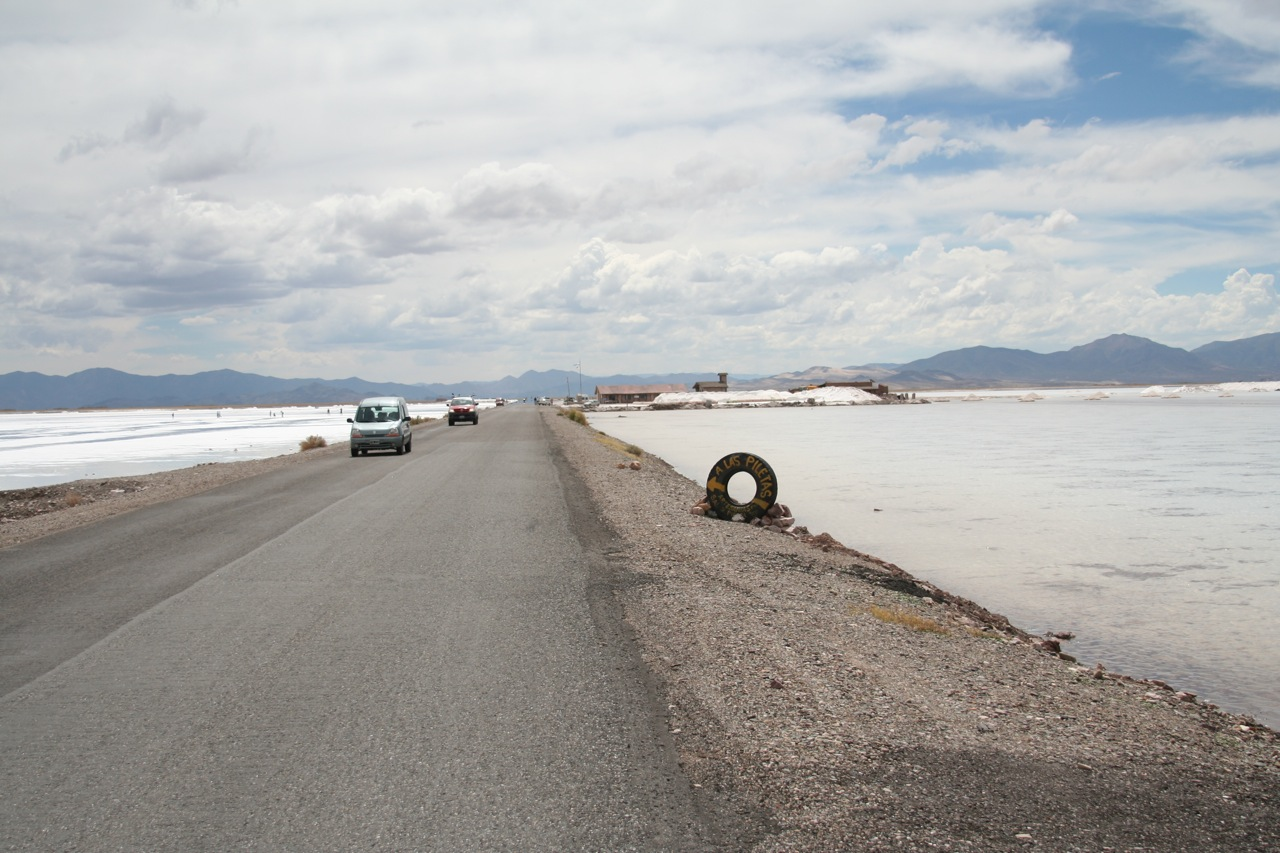
Ruta Nacional 52 quert die Salinas Grandes

Die Nationalstraße 52 überquert nahe der ersten Überschreitung der Grenze zur Provinz Salta die Salinas Grandes. Die Strecke überquert mehrere Gebirgsketten, dabei wird die Hauptkette der Anden am Paso de Jama auf etwa 4.400 m passiert, die Quebrada de Humahuaca wird nach der Überquerung der Cuesta de Lipan (4.100 m) erreicht.